# Jurgen Vandeurzen
Jurgen Vandeurzen (26 januari 1972) is een Belgisch voormalig voetballer.
Vandeurzen begon zijn professionele carrière bij KRC Genk in 1991. Hier speelde hij in vier seizoenen 95 wedstrijden en scoorde 3 doelpunten. Hierna speelde hij bij Overpelt Fabriek, FC Luik en KV Turnhout, alvorens bij het Engelse Stoke City FC te belandden. Hij speelde 49 wedstrijden voor Stoke en scoorde hierin vijf maal. Hij verliet Stoke City in 2003. Hierna ging hij in de lagere afdelingen van het Belgische voetbal spelen. Hij sloot zijn carrière in 2009 af bij Bregel Sport.